# 日本将棋
日本將棋（英语：Shogi），又稱本將棋（本，基本之意），是一種盛行於日本的象棋類圖版遊戲，與圍棋與連珠並列為日本最受歡迎的三大棋類遊戲，皆設有段位。

## 總說
根據日本將棋聯盟統計，目前將棋人口約有1,200萬人。在諸多象棋類遊戲中，日本將棋最大特徵即為「持駒」規則，棋手可以將吃來的棋子變為己用，花費一手將棋子打入棋盤上的空位。根據博弈论，將棋屬於二人零和有限確定完全情報遊戲，如果不受欠行與千日手的限制，將棋可能会發展為無限遊戲。
將棋的始祖目前沒有實證，目前普遍認為，將棋可能源於東南亞傳入的恰圖蘭卡（chaturaṅga），特別是銀將的走法，與泰國象棋等東南亞象棋的象完全相同。在日本最早的文字紀錄是平安將棋，之後陸續有小將棋、中將棋、大將棋、大大將棋、天竺大將棋、摩訶大大將棋、泰將棋、大局將棋等諸多日本將棋變體，傳說由後奈良天皇改良小將棋（9×9棋盤與42枚棋子），去除醉象，成為現在流行的「本將棋」。現代日本若直接稱呼「將棋」，一般即指9×9棋盤與40枚棋子的「本將棋」。目前日本仍有諸多中將棋（12×12棋盤與92枚棋子）愛好者，福井縣也保留古老的朝倉將棋。顺带一提，大局将棋(36×36格，402枚棋子)的游戏复杂度在围棋之上，是世界公认最复杂的古代棋类。

## 規則

### 棋盤
將棋棋盤是一個9行9列（10條橫線、10條直線）的方格陣，棋子置於方格之內，一個方格內最多只有一個棋子。
日語稱呼縱行為筋、橫行為段。九個橫列中，靠近棋手自己的三段稱為自陣，靠近對手的三段稱為敵陣。

### 棋子
將棋的棋子呈五邊形，與西洋棋或中國象棋不同，將棋的棋子之間沒有顏色區分，而以五邊形尖端指向來區別所屬陣營，因此有轉變陣營的餘地。
將棋共有八種棋子：玉將/王將（玉/王）、飛車（飛）、角行（角）、金將（金）、銀將（銀）、桂馬（桂）、香車（香）、步兵（步），移動方法都不同。
飛、角、銀、桂、香、步六種棋子在敵陣內移動（打入當下不算）一手後，便會升變，因此升變棋子共有六種：龍王（龍）、龍馬（馬）、成銀、成桂、成香、成步，後四種棋子移動方法皆相同。棋子的移動範圍稱為。
依據棋子重要性，棋子還設計有不同尺寸。飛車與角行合稱大駒（おおごま），金將與銀將合稱金駒（かなごま），金銀桂香步合稱小駒（こごま）。此外，飛龍角馬香五種能長距離奔走的棋子稱為走駒（走り駒）。
一般來說，對弈雙方會分持玉將及王將，慣例由上位者（後手）持王將，下位者（先手）持玉將。按照「玉、金、銀」的命名原則，棋子名稱皆有「寶物」的意涵，因此將棋兩方的主將應該都稱為「玉將」，現代也通常合稱玉將加王將為「雙玉」，但由於將棋常用「王」（王様）稱呼主將，因而有王將一稱。讀譜時，則通常讀做「玉」（ぎょく）。通常稱呼己方玉將為「自玉」，對手玉將為「敵玉」或「相手玉」。
| ○ | ○  | ○ |
| ○ | 玉 | ○ |
| ○ | ○  | ○ |

|   | │  |   |
| ─ | 飛 | ─ |
|   | │  |   |

| ○ | │  | ○ |
| ─ | 龍 | ─ |
| ○ | │  | ○ |

| ＼ |    | ／ |
|    | 角 |    |
| ／ |    | ＼ |

| ＼ | ○  | ／ |
| ○  | 馬 | ○  |
| ／ | ○  | ＼ |

| ○ | ○  | ○ |
| ○ | 金 | ○ |
|   | ○  |   |

| ○ | ○  | ○ |
|   | 銀 |   |
| ○ |    | ○ |

| ○ | ○  | ○ |
| ○ | 全 | ○ |
|   | ○  |   |

| ☆ |    | ☆ |
|   |    |   |
|   | 桂 |   |

| ○ | ○  | ○ |
| ○ | 圭 | ○ |
|   | ○  |   |

|  | │  |  |
|  | 香 |  |
|  |    |  |

| ○ | ○  | ○ |
| ○ | 杏 | ○ |
|   | ○  |   |

|  | ○  |  |
|  | 步 |  |
|  |    |  |

| ○ | ○  | ○ |
| ○ | と | ○ |
|   | ○  |   |

升變棋子的簡稱實際上都是「金」，而以書寫字體區分，成銀為楷書「金」、成桂為行書「金」、成香為草書「金」、成步為平假名。在沒有特製活字時（例如詰將棋題本），通常便宜行事，稱成銀為「全」、成桂為「圭」、成香為「杏」，另外亦有稱成銀為「全」、成桂為「今」、成香為「仝」、成步為「个」的用法。
|  |  |

### 開局配置
將棋開局時，雙方各有20枚棋子，共計使用40枚棋子。若對弈者棋力有高下落差，則必須考慮手合割（讓子）（てあいわり、ハンデ），優勢方除去部分棋子（駒落ち）。若無此落差，則稱為「平手」（ひらて）局，配置如下：
上圖以下側表示先手，上側表示後手，正置棋子屬於先手陣營，倒置棋子屬於後手陣營。縱向由右而左標為1~9筋，橫列向由上而下標為一~九段。先手常標為▲或☗（Unicode U+2617），後手常標為△或☖（U+2616）。
若為讓子局通常由讓子方先行，若不考慮手合割，則由擲駒決定，職業戰中也有事先決定先後的場合。
決定先後手完畢，操作步驟如下：
1. 上位者（上手或後手）將棋子從駒箱或駒袋中倒出，不要四散，不要一枚一枚慢慢拿。
2. 上位者（上手或後手）先放置王將，下位者（下手或先手）再放置玉將。若棋子沒有王將，兩枚都是玉將，則上位者持書體玉將，下位者持鐫有作者銘的玉將[3]。
3. 依照江戶時代將棋名家的做法依序擺放棋子，目前通常使用兩類：源於一世名人大橋宗桂的大橋流、源於三世名人伊藤宗看（日语：伊藤宗看 (初代)）的伊藤流，此外也有其他少見的擺放次序。無論以哪種方式擺棋子，都是先手後手一枚一枚輪流擺放。

| 大橋流 | 伊藤流 |
| ------ | ------ |
|        |        |
上圖為大橋流與伊藤流的棋子擺放順序。職業棋士有八成使用大橋流。
- 大橋流：由內而外，先左後右，依次擺入金、銀、桂、香，然後擺放角行、飛車，最後擺放步兵（同樣是由內而外，先左後右）。
- 伊藤流：由內而外，先左後右，依次擺入金、銀、桂，然後由左而右擺放步兵，最後擺放左香車、右香車、角行、飛車。這是為了避免自己的走駒在棋盤上「直射」敵陣而失禮。

終局後，由上位者按照玉、飛、角、金、銀、桂、香、步的次序清點棋子數目並收納歸位。

### 對局
將棋由對弈雙方輪流下出動作，輪到自己行動回合時，自己可以下出兩種動作之一：移動或打入，稱為一手。
- 禁止同一個人連續下兩手。
- 禁止跳過自己的回合，一定要移動或打入。（比較：韓國將棋允許跳過一手。）

#### 移動
移動棋子時，必須遵照前面提到的移動方法，還有以下的簡單規則，在各種象棋類遊戲大致通用：
- 不可以走到棋盤上不存在的空格。換言之，只有81個空格可供移動。
- 如果一個空格內已經有己方的棋子，就不能再把己方別的棋子移動過去。
- 如果一個空格內已經有敵方的棋子，可以把己方的棋子移動過去，並「捕獲」敵方棋子，使其成為持駒。
- 除了桂馬以外，棋子不可以跳過盤面上其他棋子，因此走駒（飛龍角馬香）會被別的棋子擋住。
- 不可以因為移動棋子，而使己方玉將被捕獲。

#### 升變
棋盤上，靠近對手的三個段稱為敵陣。除了玉將（王將）與金將，另外六種棋子（飛角銀桂香步）只要在敵陣內移動或移動進出敵陣，都可選擇是否升變。
- 升變時，把棋子翻面。露出「龍王」、「龍馬」或四種字體的「金」。
- 升變後，會改變棋子的移動方法。
- 升變不可逆，直到棋子被對方捕獲為止。例如銀將升變為成銀，移動方法便與金將相同，沒辦法變回銀將的走法。
- 升變與否沒有強制性，可以選擇不升變（通常讀做，用於步兵時讀做）。
  - 若一枚棋子這次移動選擇不升變，下一次移動時仍然符合在敵陣內移動或移動進出敵陣的前提，仍可選擇是否升變。
  - 如果棋子不升變就無法再移動（到頂二段的桂馬、到頂段的香車或步兵），則強制升變。
- 棋子被捕獲後，一律變回原型，沒有升變。
- 若把棋子打入敵陣，當下並不會升變，因為升變的前提是在敵陣內移動或移動進出敵陣，而打入不是移動。

升變大多有利，但在銀、桂、香三種棋子的場合，升變與否必須詳細考慮。特別是銀將，升變後只能直線後退。桂馬與香車升變與否，則會影響攻擊功能。

#### 持駒

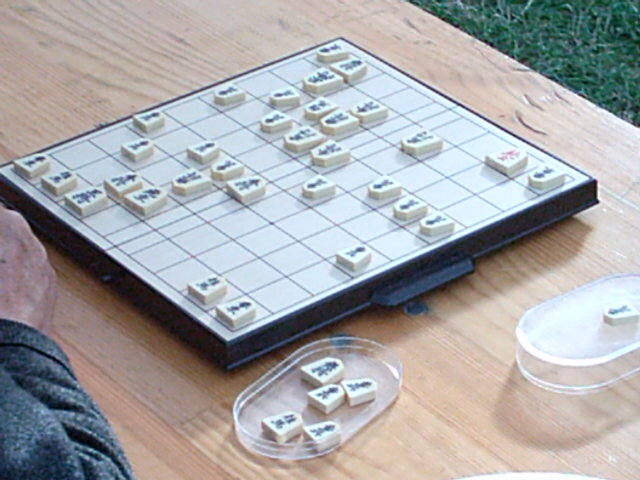
捕獲對手的棋子，可以轉為自己的棋子再使用

持駒是棋手捕獲的棋子，一般放置於棋盤邊的駒台上。此後，可以花費一手將一枚棋子打入棋盤上空出的空格。

#### 打入
打入是日本將棋最大的特色，大幅提升將棋的遊戲複雜度。
- 升變的棋子在被捕獲後，會回復原型，因此打入的棋子必為原型。
- 棋子打入在敵陣，不會馬上升變，之後移動它才會升變。
- 打入時，禁止產生無法移動的棋子。桂馬禁止打入頂二段，香車與步兵禁止打入頂段。
- 若一條筋上已經有己方原型步兵（成步則無妨），則禁止在這條筋打入步兵。這種犯規稱為二步。
- 禁止在打入步兵當下將死對方，這種犯規稱為打步詰。

### 決定勝負
如果下出攻擊對方玉將的棋，稱為，相當於西洋棋的Check或中國象棋的「將軍」，此時對方要麼讓玉將逃跑，要麼以其他棋子擋住攻擊。如果將軍沒有辦法可以化解，則稱為，相當於西洋棋的Checkmate或中國象棋的「將死」。如果當下沒有將死，但對方玉將已經無路可走， 則稱為必至（必死），相當於西洋棋的Brinkmate或中國象棋的「欠行」。
原則上，判斷作負的情況有以下六種：
1. 將死
2. 認輸
3. 時間到：在規定時間內未能走出自己的一手棋。
4. 犯規行為：違反基本規則、下出禁手、連續王手千日手（以同樣手法循環王手，重複四次，相當於象棋的「長將」）。
5. 相入玉且點數不足：己方王將進入敵陣，則稱為入玉，相入玉為雙方皆入玉的情況。如果發生相入玉，且雙方都無法將死彼此，可以在取得共識後合意結束比賽。雙方以自己所有的棋子計算點數：玉將不計點，角行及飛車一枚5點，其餘棋子一枚1點，升變不影響計點。職業對局規則中，若一方點數少於24點，則判斷作負。業餘對局規則中，直接比較點數，點數多者勝，由於滿分54點，未滿27點即作負，點數相同時則判後手勝。
6. 被入玉宣言

不分勝負的情況則有以下兩種：
1. 連續王手以外的千日手：雙方循環同樣的著法，使局面沒有進一步變化，重複四次。若無連續王手，則判為和局。
2. 持將棋：相入玉後，雙方取得共識，合意結束比賽並計算點數，只要雙方皆達24點，無論何者點數較高，皆判定和局。

在職業對局中，不分勝負的雙方必須重新比賽，並對調先後手。
將棋遊戲目標是捕獲對方的玉將，達成就獲勝。然而，將棋傳統上忌諱「實際奪取王」這件事，因此，在王將被捕獲不可避（亦即將死）時，便可以判出勝負，也常有棋手自認無法逆轉局勢而認輸的情況。規則並沒有限制何時能夠認輸，基本上，輪到選手回合時，若己方玉將明顯快被將死，或者己方欠行而無法立刻將死對方，通常便會認輸。當己方面對連將，必須一手一手化解時，則需考慮有沒有反將一軍的可能性。此外，即使沒有明顯的將死或包圍，如果判斷自己沒有獲勝可能，喪失戰意，也可以認輸。例如：對手防禦過強，根本無法連續攻入；重要的攻防棋子被對手奪走；對手入玉（玉將進入自陣內）己方卻無法包圍。諸如此類的情況，都可以認輸。在職業賽事中，落下風的一方大多在殘局時便會認輸，很少有真正將死的情況。

#### 入玉宣言法
〈入玉宣言法〉由日本將棋聯盟制定，於2013年10月1日實行，2019年10月1日追加修訂。目前在職業公開賽事中，還沒有援引此法而持將棋的案例。
若滿足以下條件，則可在輪到自己回合時，不移動或打入，而做出「宣言」：
- 對弈未滿500手。
- 宣言方成功入玉。
- 除去玉將，宣言方在敵陣內的棋子有10枚以上。
- 計算宣言方持駒及敵陣內棋子（與相入玉共識合意不同）：玉將不計點，角行及飛車一枚5點，其餘棋子一枚1點，升變不影響計點。須達24點。

若符合以上條件，且宣言方達31點以上，則直接獲勝。若符合以上條件，且宣言方有24~30點，則視為持將棋，不分勝負，重新對局。若以上條件有不符，則宣言方直接作負。

### 犯規行為
以下列出日本將棋中的犯規行為，一旦發生，犯規方直接作負。若在犯規當下沒有人意識到犯規，但在對局結束前犯規被發現，則紀錄回到犯規當下，犯規方仍作負。觀棋不語，但限定第三者可以指出犯規。若在終局後才指出犯規，原則上犯規方還是會作負，雖然過去會把認輸放得比這種情況優先，但將棋聯盟已在2019年10月1日實行修訂版規則。

#### 違反基本規則
- 違反基本開局配置：大駒位置放反、棋子誤翻面變成升變側在上等。
- 違反下棋順序：一個棋手連續下了兩手棋、後手棋士比先手棋士先下了第一手。
- 違反棋子移動方式：特別是角行與龍馬，遠距離移動時最容易出錯。
- 違反升變規則：在不應升變時升變、使玉將或金將升變、將升變棋子翻回原型（多見於銀將）、打入當下翻到升變面等。
- 藏棋：持駒沒有放在駒台上讓大家都看見，而是藏在其他地方。
- 悔棋：棋子離手時就不能反悔，否則作負。部分休閒棋局允許悔棋，但要注意這是失禮行為。

#### 禁手
特別禁止下出這四種棋： 
- 二步：同一條筋上出現兩枚己方的未升變步兵。
- 無法移動的棋子：桂馬打入頂二段，香車或步兵打入頂段。
- 打步詰：在打入步兵當下將死對方。打步詰必須同時滿足「打」、「步」、「詰」三個條件才成立，因此突步詰（移動步兵造成將死）或打步王手都不會犯規。
- 王手放置：下出一手棋，使己方玉將遭受王手的自殺行為。包含：
  - 該手棋無法迴避既有的王手。
  - 該手棋移動王將進入對手棋子的攻擊範圍內。
  - 該手棋使王將暴露在敵方走駒的攻擊範圍內。

另外，連續王手千日手不算是禁手，而是「禁止發生之情況」。在循環四次前，叫將方可以變更走法，但若已循環四次，則千日手成立，直接判斷作負。

#### 職業賽事統計
根據1977年到2018年的統計，職業賽事中，最常見的犯規行為是二步，無法移動棋子或打步詰則未曾發生。違反棋子移動方式案例當中，錯誤移動角行最為普遍。
| 第1名 | 二步                       | 86回 |
| 第2名 | 連續下兩手棋               | 28回 |
| 第3名 | 違反棋子移動方式或升變規則 | 25回 |
| 第4名 | 王手放置                   | 14回 |
| 第5名 | 後手棋士先下第一手         | 6回  |
| 第6名 | 連續王手千日手             | 2回  |

職業棋士的經典犯規案例如下：
- 1974年，關根紀代子（日语：関根紀代子）因為感冒，衣著較為厚重，把持駒的香車從駒台掃到地上[13]。
- 1998年銀河戰（日语：銀河戦）中，島朗（日语：島朗）誤以升變狀態打入銀將，因為棋子雙面都只有一個字。
- 2000年，12歲的糸谷哲郎（日语：糸谷哲郎）誤將自己的持駒放到對手的駒台上[14]。
- 2007年，糸谷哲郎用王將捕獲7八龍馬，但卻誤把王將移動到8七[15]。

#### 規則漏洞
若在遭逢連續王手千日手時，為了化解王手而下出打步詰，則何方判負並不確定。公開賽事沒有前例，但詰將棋〈最後的審判〉指出此問題。
此外，若打步造成欠行，是否符合打步詰的定義？由於這個情況相當極端，通常只發生在一方變成裸玉時，職業賽事沒有出現（在這之前早就認輸了），因此缺乏正式解釋。

## 讓子
在棋力強弱落差大的棋局中，較強的棋手有時會讓子，其標準稱為手合割。讓子方必須在開局時永久除去自己一部分的棋子，不能以任何方式將之放上棋盤。由於棋力差異，讓子並不會因為兵力差異而使被讓子方有明顯優勢，甚至有專為讓子場合開發的戰術。
讓子程度依棋力落差而遞增，臚列如下：
| 現行聯盟制 | 家元制改良 | 家元制     | 名稱         | 内容                                             |
| ---------- | ---------- | ---------- | ------------ | ------------------------------------------------ |
| 棋力無差異 | 棋力無差異 | 棋力無差異 | 平手：擲駒   | 擲駒決定誰為先手                                 |
| 1段級差    |            |            | 平手：下位先 | 下位者為先手                                     |
| 2段級差    | 1段級差    | 2段級差    | 香落（香落ち）     | 上手除去單側香車（通常為左香）。                 |
|            | 2段級差    |            | 兩香落（両香落ち）   | 上手除去兩側香車。                               |
| 3段級差    | 3段級差    | 4段級差    | 角落（角落ち、かくおち）     | 上手除去角行。                                   |
| 4段級差    | 4段級差    | 6段級差    | 飛落（飛落ち）     | 上手除去飛車。                                   |
| 5段級差    | 5段級差    | 8段級差    | 飛香落（飛香落ち）   | 上手除去飛車及單側香車（通常為左香）。           |
|            | 6段級差    |            | 飛兩香落（飛両香落ち） | 上手除去飛車及兩側香車。                         |
| 6-7段級差  | 7段級差    | 10段級差   | 二枚落（二枚落ち、にまいおち）   | 上手除去飛車及角行。                             |
|            | 8段級差    |            | 三枚落（三枚落ち）   | 上手除去飛車、角行及左側香車。                   |
| 8-9段級差  | 9段級差    |            | 四枚落（四枚落ち）   | 上手除去飛車、角行及兩側香車。                   |
|            | 10段級差   |            | 五枚落（五枚落ち）   | 上手除去飛車、角行、香車及左側桂馬。             |
| 10段級差-  | 11段級差   |            | 六枚落（六枚落ち、ろくまいおち）   | 上手除去飛車、角行、香車及兩側桂馬。             |
|            | 12段級差   |            | 七枚落（七枚落ち）   | 上手除去飛車、角行、香車、桂馬及左側銀將。       |
|            | 13段級差   |            | 八枚落（八枚落ち）   | 上手除去飛車、角行、香車、桂馬及兩側銀將。       |
|            | 14段級差   |            | 九枚落（九枚落ち）   | 上手除去飛車、角行、香車、桂馬、銀將及左側金將。 |
|            | 15段級差   |            | 十枚落（十枚落ち）   | 上手除去飛車、角行、香車、桂馬、銀將及兩側金將。 |

江戶時代家元制手合割沿用至1934年（昭和9年）。此制度將讓子標準訂為偶數段級差，若段級差為奇數，則操作如下：
- 平香交（平香交じり）：1段級差，平手與香落交替。又稱半香。
- 香角交（香角交じり）：3段級差，香落與角落交替。
- 飛角交（飛角交じり）：5段級差，角落與飛落交替。
- 飛半交（飛半交じり）：7段級差，飛落與一丁半交替。
- 半二交（飛角交じり）：9段級差，一丁半落與二枚落交替。

此外，亦有其他特殊的讓子形式：
- 太閤落（太閤落ち）：上手除去飛車先的步兵，初手便可升變為龍王，對上手有利。
- 銀落：上手除去左側銀將。使用場合接近兩香落。
- 飛銀落（飛銀落ち）：上手除去飛車及左側銀將。使用場合接近飛兩香落。
- ：上手除去金銀桂香，保留大駒。使用場合接近六枚落。
- 裸玉：又稱「十九枚落」，上手只有一枚王將。
- 步三兵：裸玉，上手駒台上另有三枚步兵。

### 香落
香落戰是最接近平手戰的場合，包含各種上手振飛車的定跡。

### 角落
角落戰常見於職業棋士與業餘棋士對局，於1975年後流行一時。由於上手保有飛車，下手仍需防範強勢攻擊。下手定跡包含由天野定跡演變來的三間飛車（本定跡）、矢倉、中飛車（類似問候中飛車）等。

### 飛車落
飛落戰中，上手擁有角行與金銀桂香，獨缺飛車，防守有餘，攻擊不足，因此多採取守勢。下手多採猛攻，定跡有右四間飛車、引角戰法等。
| 香落開局配置 | 角落開局配置 | 飛車落開局配置 |

### 二枚落
二枚落戰局中，上手缺乏大駒可供攻擊，但跟六枚落相比，防禦顯然綽綽有餘。上手不能用飛角簡單攻擊，下手則必須盡量找出攻擊時機。下手定跡包含傳自江戶時代的「二步突切」（二歩突っ切り）與「銀多傳」（銀多伝）。1970年代一度流行「石垣流銀多伝定跡」，但在後來被研究出缺陷，因此「二步突切」在近代愈來愈流行。

### 六枚落
六枚落於入門者學習時常見。由於上手不太可能攻擊下手，下手可以專心攻破上手，例如從端攻開始。
| 二枚落開局配置 | 六枚落開局配置 |

## 記譜
- 將棋一方走一著棋為一手，雙方各走一著，共計兩手，將棋一百手即等於中國象棋五十回合。若手數為奇數，即屬先手番，標為▲或☗；若手數為偶數，即屬後手番，標為△或☖。
- 棋譜通常只記錄棋子移動後的座標，先以阿拉伯數字記筋（直行），再以漢字記段（橫列），最後記棋子名稱。從先手方看，筋由右而左記為1~9，段由上而下記為一~九（因此一~三段為先手敵陣、後手自陣，七~九為先手自陣、後手敵陣）。
- 如果一手棋移動到的位置與對方上一手棋所到的位置一樣，會捕獲對方剛抵達的棋子，則位置記為「同」，如「△同銀」。
- 如果一手棋升變為另一棋種， 則記為「成」，如「▲2一飛成」；若選擇不升變，則記為「不成」，如「△4七銀不成」。
- 打入棋子時，如果沒有同兵種的棋子能移動到相同位置，則無需註釋。如果要與能移動到相同位置的同兵種棋子區分，則加上「打」，如「▲5五銀打」。
- 如果同兵種有兩枚以上的棋子能移動到相同位置，則依動作加以註釋：
  - 左邊的棋子向右走，記為「左」 。
  - 右邊的棋子向左走，記為「右」。
  - 棋子向前直進，記為「直」，但步兵記為「突」。
  - 棋子向前斜進，不論左右，均記為「上」。
  - 棋子橫移，記為「寄」。
  - 棋子後退，記為「引」。

示例： 

1 ▲２六步　　　2 △３四步
3 ▲７六步　　　4 △８八角成
5 ▲同　銀　　　6 △２二銀
7 ▲５八金右

## 對局階段
將棋對局大致可分為以下三階段：
- 序盤：從初手開始，到完成駒組為止。相當於西洋棋或象棋的開局。
- 中盤：從完成駒組開始，到圍玉發生破壞為止。相當於西洋棋或象棋的中局。
- 終盤：從圍玉發生破壞開始，到整盤棋分出勝負為止。相當於西洋棋或象棋的殘局。由於將棋有打入規則，終盤通常不像其他象棋類遊戲空曠，反而會愈來愈擁擠。

### 序盤
序盤的階段目標是把棋子調度到攻擊或守備的適宜位置。經過長年研究，序盤有許多有效的模式（戰法），戰法各自包含手順，形成定跡。在定跡之外，棋手自有其別出心裁的變化，用以尋求戰略勝利。基本上，可以將盤面粗分為左右兩側，己方在一側主攻、另一側主守。居飛車主要在右翼攻擊、左翼防守，振飛車則在左翼攻擊、右翼防守。
守備方面，由於打入，玉將待在原位不動（居玉）相當危險，因此玉將通常會移動到己方飛車不在的那一側，利用兩枚金將，配合單側的銀桂香步構築防禦工事，稱為圍玉（囲い）。
攻擊方面，以飛角兩枚大駒作為核心，追求兼具效率與聯動的手法，調度銀桂香步突破敵陣。
以上為最基本的學說，實務上有很多例外，例如利用振飛車防守左翼，而從美濃圍頂部發動攻擊的對抗型玉頭戰，或者把玉將與飛車都放在右翼的右玉戰法等。
最常見的將棋初手為▲7六步及▲2六步。
▲1六步預防佯動振飛車的閒著。也可能是振飛車黨企圖進入對抗型作戰，例如問候中飛車、藤井系統等。
▲2六步推進飛車先，活用飛車，並攻擊對方角頭，為第二普遍的初手，在職業對局中約占兩成，先手勝率54.6%。在相居飛車戰局中，此種初手可能演變成相懸或其他戰法。
▲3六步企圖壓制對方開啟角道，若對方走3四步開啟角道，則切換至袖飛車。此走法為疑問手。
▲4六步變化較少，目標是快速取得主動權。
▲5六步推進中央步，取位5五（暱稱「天王山」），並可能演變為中飛車，為第三普遍的初手，在職業對局中約占4%，先手勝率53.2%。
▲6六步明示四間飛車。藤井猛曾實驗過六局，戰績1勝4負1千日手。
▲7六步開啟角道，直射敵陣，為最普遍的初手，在職業對局中占了七成，先手勝率52.7%。在相居飛車戰局中，此種初手可能演變成角交換、橫步取或矢倉，另外，也可能演變為多種振飛車以及奇襲戰法，總之變化眾多。
▲8六步惡手，會使脆弱的角頭提早暴露在對方飛車先面前，但也有逆用此點而活用桂馬的角頭步戰法。
▲9六步變化不少，居飛車戰法包含轉飛車、鴨圍、變色龍戰法等，振飛車戰法包含端角中飛車、石田流等。
▲3八飛可能是無理手筋，也可能指向縱步取。
▲4八飛明示右四間飛車，曾有被速攻棒銀迅速擊潰的案例。
▲5八飛明示中飛車。
▲6八飛明示四間飛車。
▲7八飛騙貓戰法（猫だまし戦法），可能演變為升田式石田流或三間飛車。
▲4八銀英春流
▲6八銀嬉野流
▲7八銀惡手，與▲8六步齊名。若對方開啟角道，則必須振飛車，己方才能開啟角道。
▲3八金變色龍戰法，會變成混戰。
▲7八金保衛角頭。此手棋會讓此後展開選項迅速減少，如果在振飛車戰局中，此手顯然會妨礙圍玉，難以組出典型的美濃圍或穴熊圍，但不失為向居飛車黨對手挑釁的方法。
▲1八香加藤一二三認為是惡手，因為它對居飛車沒什麼好處。但如果要組振飛車穴熊，這手不失有其用處，但應該存在更有效率的手法。

### 中盤
中盤時，駒組已經完成，階段目標是奪取對手旗子並切入敵陣。設法建立攻擊據點的同時，增加持駒，預備終盤所需戰力。相對的，守備上盡量不讓對手奪取棋子或侵入自陣。此時側重攻擊或防守會形塑棋手的個人棋風。另外，若在駒組完成前，王將就被逼進，這時就沒有中盤，序盤會直接銜接終盤。高水準的競賽中，也不乏在中盤便發現缺乏前景而認輸的案例。

### 終盤
終盤時，目標是將死對方，因此要逐步逼近包圍（寄せ）。此時包圍速度會比棋子損得重要，棋手必須正確判讀局勢。
以下是終盤會出現的概念：
- 王手（Check）：一方用棋子攻擊另一方的王將，被攻擊方必須立刻回應（讓王將逃跑，或用別的棋子擋住攻擊），否則王將就會被捕獲。
- 逆王手（ぎゃくおうて）：一方化解遭受到的王手，而同一手兼具反擊功能，會對敵方王手。相關的題型稱為「雙玉問題」。
- 攻防一手（攻防の一手）：同時是防禦手與攻擊手，通常是打入大駒。
- 將死、詰（詰み，Checkmate）：一方用棋子攻擊另一方的王將，被攻擊方無法可救，此時攻擊方贏得此局。
- 即詰：經過連續王手後，被攻擊方會被將死。除非攻擊方犯錯，否則等同於將死。
- 催殺（Threatmate）：如果被攻擊方應對錯誤，就會在下一手被將死。被攻擊方必須正確防守，或者立刻將死對方。
- 反催殺（詰めろ逃れの詰めろ）：攻防一手的一種，一方正確逃出催殺，並同時催殺對方。
- 有詰無詰（詰むや詰まざるや）：雙方玉將都沒有顯而易見的將死，必須進入實際王手才能知道會不會將死。此為詰將棋探討的問題。
- 必至（必死，Brinkmate）：己方玉將無路可走，除非能立刻將死對方，否則對方一出手，自己就會輸。等於象棋的欠行絕殺。
- 逐漸逼近（一手一手の寄り）：在一系列王手或催殺後，不可避免的必至狀態。只要攻擊方不犯錯便會產生。
- 一手前防守（一手前の受け）：玉將處於必至狀態，可預期再出現王手就會將死，此時先下出一手防禦，企圖逃脫。
- 一手空隙（一手隙き）：被對方連續攻擊中，忽然有一手不會造成王手，如果能抓住這個空隙將死對方，便可獲勝。
- 玉將早逃（玉の早逃げ）：預期到可能被將死，在被攻擊前先使玉將逃離。
- 顏面防守（顔面受け）：使用玉將去抵擋要防守的棋子，當然，必須從對方的死角動手。
- 韌性：在終盤被催殺時能夠持續正確應對，並把握對手攻擊空隙趁機反擊。為棋手優良特質之一。
- Z：無論對方戰力如何，都不可能立刻將死己方的狀態。例如穴熊圍。

利用以上概念，可以推論自己應該採取攻勢還是守勢。例如，如果自己會變成必至，但有把握立刻將死對方，則為可行策略。王手具有強制力，必須立刻被回應，因此，只要不遭到逆王手，就能繼續攻擊。有「王手是追殺手」（王手は追う手）、玉將要包圍逼迫（玉は包むように寄せよ）等格言。雙方玉將接近時，常常發生錯失攻擊時機因而反被將死的案例，抑或對方逃出催殺後反擊將死己方的案例。由於失誤，生死線上可能突然發生一手即詰的情況，稱為「頓死」。因此在終盤戰時要時刻注意自玉的安全。在單方面進攻的情況下，入玉會是不錯的選項，因為桂香步都無法後退攻擊。

## 局勢判讀
將棋形勢可以從棋子損得（戰力）、棋子動態（效率）、玉形（安全）、回合（主導權）等方面判斷，無論是序盤、中盤還是終盤，都必須靠判讀局勢來決定如何出手。下出某一手，研判對方會如何反應，你又要如何再下一手，最後判斷你是否處於優勢，才決定是否採取行動。有很多術語用以指代局勢，使用時必須注意：即使程度大致接近的詞，也有細微差別。
- 必敗／應認輸（投了級）
- 敗勢／近乎敗北（ほぼ負け）／結束中（終わっている）
- 劣勢／嚴峻（厳しい）／非常煎熬（非常に苦しい）
- 不利／苦戰（苦戦）／糟糕（悪い）
- 不滿意（不満）／移動不順（指しにくい）／無意思（つまらない）／不甚佳（やや悪い）
- 互角／五五波（五分）／難解／此後方知（これから）
- 移動自如（指しやすい）／可推進（指せる）／有企圖（持ちたい）／轉為先手（先手乗り）、轉為後手（後手乗り）／尚佳（やや良し）
- 有利／足夠（十分）／不錯（良し）
- 優勢／滿意（満足）
- 勝勢／近乎勝利（ほぼ勝ち）
- 必勝

### 棋子損得
將棋棋子具有不同的移動方法，因此有不同的價值。玉將（王將）既然是對局勝利的最終目標，自然具有最高的價值。其他棋子的價值因情況而異，一般來說依序是飛角金銀桂香──角行的價值會隨進成遞減，但也有許多在終局利用角行立大功的案例─—其中，價值特別高的飛車與角行合稱大駒（おおごま），金銀桂香步則合稱小駒（こごま）。
如果單純捕獲對方的棋子，或犧牲價值低的棋子而交換價值高的棋子，則局面有利，戰力彼消我長，稱為駒得（こまどく）。反之，則稱為駒損（こまぞん）。以己方一枚大駒交換對方兩枚小駒，稱為二枚替（二枚替え），若無戰略局勢的明顯轉變，則通常對取得二枚小駒的一方有利。棋子損得是判讀局勢的基本要素，特別在中盤之前，王將還沒受威脅的時候，通常都以駒得作為短期目標。
關於棋子的價值，有諸多量化的算法，大致皆為：龍王＞龍馬＞飛＞角＞金＞銀＞桂＞香＞步。成步（と金）被敵方捕獲後會變回步兵，因此共識是成步的價值高於另外三種升變金將。其他方面尚有一些歧見，例如桂馬的價值、銀將是否升變、飛車與龍馬的落差、龍馬與龍王的落差等。

### 棋子動態
利用棋子損得，可以估算對弈雙方的基本戰力；棋子動態，則可以理解用子的效率。把棋子用在刀口上，就能發揮優勢。

例如，序盤時，兩側香車的價值應該是相等的，但若己方玉將往左翼建立防禦工事，則左側香車的價值會高過右側香車，因為它有護衛玉將的作用。又如角交換戰局，如果一方已經打入角行，另一方的持駒角行通常比立刻跟著打入角行來得有價值，除非打入的位置很好，能夠升變為龍馬。又如步兵，由於沒有步兵的狀態（歩切れ）相當不利，因此持駒從0枚步兵變成1枚步兵頗有利，但從1枚步兵變成2枚步兵就不會增加那麼多優勢。

### 玉形
玉形指玉將（王將）及其周遭棋子的位置，包含遠、堅、廣三個面向。

#### 遠
遠離戰場。基本上，為了避免無妄之災，玉將應該離戰場愈遠愈好。例如，在振飛車戰局中，因為預期飛車所在的左翼是戰場，大多數戰略都會安排玉將移駕到右翼。此外，玉將靠近邊緣，可以串聯桂馬與香車進行防守，但太靠邊緣會妨礙逃生，因此並非愈靠邊愈好。

#### 堅
堅固安全。在玉將周圍布置金銀的防守陣法稱為圍玉（囲い），用越多棋子加入圍玉，通常便會讓圍玉越堅固，但必須考慮攻守的平衡。此外，圍玉的好壞取決於棋子間的位置，如果棋子互相掩護的機關愈多，圍玉也會愈發堅固。

#### 廣
逃生路線。如果自玉逃生路線夠多，即使圍玉被破，也能拖延時間，抑或消耗對手戰力，設計得好，便能搶先將死對手。
玉形好壞與勝敗有很大關係。 即使駒得，如果玉形不好，情況仍可能很不利。可以故意棄子，駒損但使對手的玉形變差；或者相反，即使玉形變差，也要捕獲某一枚棋子。
玉形好壞大大取決於對手進攻型態。 例如，矢倉應對上方攻擊時很堅固，在居飛車戰型中是好圍玉，但如果面對振飛車，典型金矢倉就是糟糕的玉形。

### 回合
終盤時，包圍的速度會大大影響成敗，因此奪得主動非常重要。只要攻防必需的棋子在手，稍微損得並不重要，甚至常有犧牲大駒換取金將的戰術。因此，戰略常有「先下手是否有利」的問題。

## 詰將棋
將棋的排局在日文稱為，過程中必須不斷王手，不可千日手（相當於中國象棋的長將、長捉、長攔等不斷重複局面的僵持狀態），最末將死對方（若有特別聲明可包括必至），相當於中國象棋的連將殺局。由于存在“王将”以及“玉将”两种，詰將棋不一定要將雙方的玉將都擺上，通常只擺防守的那一方的。因為「王」字有時難以分辨上下，故在只有一個王將的排局中，例必把玉將擺上。有玉將的一方叫做玉方（或受方），摆王将的一方叫做攻方（或詰方）。一定是攻方先行。 排局一般只會標明攻方的持子，除非有特別聲明，否則假設玉方持有餘下沒標明的棋子（當然王將除外）。雙方都有玉將的排局則叫做雙玉。詰將棋一般只顯示棋盤右上角（即１一位附近）有關的部份。
詰將棋的取勝手數，是以攻守雙方的最佳着法計算。攻方的最佳着法，是指攻方能保證在若干最短的手數內將死玉方的一系列對策；而玉方的最佳着法，是指玉方能保證在若干最長的手數內保持不敗的一系列對策。由攻守雙方的最佳着手所構成的進程，就是棋局的正解。譬如說，「五手詰」的意思是指，當攻方在第一手下出最佳着法之後，無論以後玉方如何應，都必會在第三或第五手落敗；同理，當玉方在第二手下出最佳着法之後，玉方都有辦法在第四手保持不敗。攻方的最佳着法不包括重複局面的廢着；玉方的最佳着法不包括不能改變結局的打入。若攻方沒有下出最佳着法，但因玉方同樣沒有下出最佳應手而讓攻方其後獲勝，則稱為紛れ，意為僥倖。當攻方一直下出最佳着法，但玉方沒有下出最佳應手、或下出正解以外的最佳應手，則稱為變化。變化的手數一定不會長過正解。當玉方一直下出最佳應手，但攻方在某一手可以有正解以外的着法保證獲勝，則稱為餘詰。若無論攻方如何出手，玉方都有辦法逃避敗局，則稱為不詰。攻方的持駒（不論是一開始標明抑或中途吃進）在正解的最後一手尚未用完，或正解以外有餘詰或不詰，則稱為不完全作。
日本民間亦有像中國民間藝人依擺棋攤為生的江湖排局，稱作大道詰將棋，其中尤以香步問題最為廣泛研究。

## 複雜度
日本將棋在9×9棋盤上的狀態空間複雜度可達{\displaystyle 10^{71}}，小於圍棋的{\displaystyle 10^{170}}，但大於西洋跳棋的{\displaystyle 10^{20}}、黑白棋的{\displaystyle 10^{28}}、中國象棋的{\displaystyle 10^{48}}、西洋棋的{\displaystyle 10^{50}}。遊戲樹複雜度達{\displaystyle 10^{226}}，小於圍棋的{\displaystyle 10^{400}}，但大於西洋跳棋的{\displaystyle 10^{31}}、黑白棋的{\displaystyle 10^{58}}、西洋棋的{\displaystyle 10^{123}}、中國象棋的{\displaystyle 10^{150}}。由於將棋有打入規則，因此到終局時仍然很激烈，變化多端。雖然有以上的複雜度，但已經開發出不弱的將棋AI。

## 海外發展
1994年，中国北京开始有青少年活动中心教授日本将棋。1995年10月19日～20日，在中國北京市京倫饭店举行了第八届“龙王杯”日本将棋决赛的第一局比赛（决赛为七局四胜制），由当时的羽生善治龍王・六冠对战挑战者佐藤康光七段（佐藤康光是第六屆龍王杯冠軍，第七屆羽生善治挑戰成功，佐藤康光衛冕失敗），結果這一局佐藤康光七段勝出。2000年10月19日～20日，在中國上海市花園飯店舉行了第十三屆“龍王戰”決賽（七局四勝制）的第一局比賽，由1999年衛冕成功的藤井猛龍王對戰挑戰者羽生善治五冠。在比赛的同时还举行了多场中日青少年间的将棋比赛。
2021年，國際將棋大賽(国際将棋トーナメント)，台灣代表張京鼎取得台灣在將棋國際賽史上首冠。並與藤井聰太三冠（當時）進行讓角的紀念對局，177手的大熱戰，最終由藤井三冠取得勝利。此局台灣選手張京鼎到終盤為止依舊保持優勢，所發揮的實力讓藤井及解說的羽生善治九段和眾多好手們感到驚嘆。同時此局也是藤井三冠首次與外國人的對局，在台灣及海外發展當中寫下了重大的里程碑。

## 文化
- 《月下棋士》（月下の棋士）：日本漫畫家能條純一的青年漫畫，2000年改編成電視劇。
- 《81diver》（ハチワンダイバー⧽）：日本漫畫家柴田ヨクサル所作的將棋主題漫畫，2008年改編為電視劇播出。
- 《紫音之王》（しおんの王）：由香取優原作、安藤慈朗作畫的以將棋為題材之推理漫畫作品，2007年改編為動畫播出。
- 《3月的獅子》（3月のライオン）：日本漫畫家羽海野千花所作的將棋素材漫畫，主人公為一名17歲的將棋職業棋士，2016年10月改編為動畫播出。
- 《龙王的工作！》（りゅうおうのおしごと!）：日本小說家白鳥士郎撰寫、しらび繪製插畫的輕小說作品，2018年1月改編為動畫播出。
- 《即使如此依舊步步進逼》（それでも歩は寄せてくる）：日本漫畫家山本崇一朗所創作的少年漫畫作品，講述就讀同所高中的田中步和八乙女漆在將棋社的戀愛喜劇。電視動畫於2022年7月7日首播。

## 備註
1. 1 2  若此棋被將死，則玩家輸掉此局。

## 外部連結
- 將棋首頁 （页面存档备份，存于）（繁體中文）
- 將棋世界
- 將棋規則 （页面存档备份，存于）
- http://www.shogi.or.jp/ （页面存档备份，存于）（日語）
- http://joshi-shogi.com/ （页面存档备份，存于）（日語）